# Dicksonia hieronymi
Dicksonia hieronymi är en ormbunkeart som beskrevs av Guido Georg Wilhelm Brause. Dicksonia hieronymi ingår i släktet Dicksonia och familjen Dicksoniaceae. Inga underarter finns listade.